# 國家安全顧問 (英國)
國家安全顧問（英語：National Security Advisor）是英國政府內閣事務部的政治任命官員之一，亦是英國首相及內閣就國家安全事宜上的首要顧問。該職位成立於2010年，因應新設立的國家安全委員會及相關制度改革而成。
現任英國國家安全顧問為喬納森·鮑威爾，自2024年12月2日就任至今。

## 職責
國家安全顧問是首相及內閣在涉及英國國家安全問題上的首要顧問，其職責包括：
- 在國家安全的事宜上向首相及內閣提供建議，包括涉及國安戰略、政策、應急能力和民防等事宜。
- 擔任國家安全委員會的秘書長。
- 領導及管理內閣事務部轄下的國家安全秘書處。
- 協調白廳及海外網路在內的國家安全體系
- 培養和維護國際網絡以及與相關同業、企業、產業和民間社會團體的聯繫。

## 歷任列表
| 任 | 姓名                  | 就任日期      | 卸任日期       | 首相          | 首相   | 備註  |
| -- | --------------------- | ------------- | -------------- | ------------- | ------ | ----- |
| 1  | 李啟思爵士            | 2010年5月12日 | 2012年1月23日  | 戴维·卡梅伦   | 保守黨 |       |
| 2  | 金·達羅克爵士         | 2012年1月23日 | 2015年9月7日   | 戴维·卡梅伦   | 保守黨 |       |
| 3  | 馬克·萊爾·格蘭特爵士  | 2015年9月7日  | 2017年4月13日  | 戴维·卡梅伦   | 保守黨 |       |
| 3  | 馬克·萊爾·格蘭特爵士  | 2015年9月7日  | 2017年4月13日  | 文翠珊        | 保守黨 | [ 3 ] |
| 4  | 馬克·塞德威爵士       | 2017年4月13日 | 2020年9月16日  | 文翠珊        | 保守黨 |       |
| 4  | 馬克·塞德威爵士       | 2017年4月13日 | 2020年9月16日  | 鲍里斯·约翰逊 | 保守黨 | [ 4 ] |
| –  | 大衛·庫里（署任）     | 2020年9月17日 | 2021年3月24日  | 鲍里斯·约翰逊 | 保守黨 | [ 5 ] |
| 5  | 史蒂芬·洛夫格羅夫爵士 | 2021年3月24日 | 2022年9月13日  | 鲍里斯·约翰逊 | 保守黨 | [ 6 ] |
| 6  | 蒂姆·巴羅爵士         | 2022年9月14日 | 2024年11月29日 | 莉兹·特拉斯   | 保守黨 | [ 7 ] |
| 6  | 蒂姆·巴羅爵士         | 2022年9月14日 | 2024年11月29日 | 里希·苏纳克   | 保守黨 |       |
| 6  | 蒂姆·巴羅爵士         | 2022年9月14日 | 2024年11月29日 | 施紀賢        | 工黨   |       |
| 7  | 喬納森·鮑威爾         | 2024年12月2日 | 現任           | 施紀賢        | 工黨   | [ 8 ] |

## 資料來源
1. ↑  . GOV.UK.   [2025-04-20] （英语）.
2. ↑  . GOV.UK.   [2025-04-20] （英语）.
3. ↑  . 7 July 2015  [16 November 2024].
4. ↑  . Home Office. 27 February 2017  [16 September 2022].
5. ↑  . Cabinet Office. 28 June 2020  [2 February 2021].
6. ↑  . gov.uk.   [6 April 2021].
7. ↑  . gov.uk.   [16 September 2022].
8. ↑  . gov.uk.   [16 November 2024].

## 外部連結
- 英國國家安全及情報網站